# Dipteris wallichii
Dipteris wallichii là một loài dương xỉ trong họ Dipteridaceae. Loài này được R. Br. T. Moore mô tả khoa học đầu tiên năm 1857.